# Halicyclops laciniatus
Halicyclops laciniatus är en kräftdjursart som beskrevs av Herbst 1987. Halicyclops laciniatus ingår i släktet Halicyclops och familjen Cyclopidae. Inga underarter finns listade i Catalogue of Life.